# Exécutif Moureaux II
L' Exécutif Moureaux II est un exécutif de la Communauté française de Belgique bipartite composé de socialistes et de sociaux-chrétiens.
Communauté française
 Monfils  Féaux
Cet exécutif fonctionne du 2 février 1988 au 11 mai 1988 et remplace l'Exécutif Monfils. Lors de la démission de Philippe Moureaux, il cèdera sa place à l'Exécutif Féaux.

## Composition
| Fonction                                                                                            | Titulaire | Titulaire         | Parti |
| --------------------------------------------------------------------------------------------------- | --------- | ----------------- | ----- |
| Ministre-président, chargé de la Culture et de la Communication                                     |           | Philippe Moureaux | PS    |
| Ministre de l’Enseignement, de la Formation, du Sport, du Tourisme et des Relations internationales |           | Jean-Pierre Grafé | PSC   |
| Ministre des Affaires sociales et de la Santé                                                       |           | Robert Urbain     | PS    |